# Московский международный кинофестиваль 1987
XV Московский международный кинофестиваль состоялся в 1987 году. Открытие киносмотра прошло 6 июля. В то время в мире наблюдался интерес к начавшимся в Советском Союзе процессам перестройки, поэтому XV Московский кинофестиваль посетили такие известные деятели кинематографа, как Федерико Феллини, Джульетта Мазина, Марчелло Мастроянни, Джузеппе де Сантис, Тонино Гуэрра, Настасья Кински, Жерар Депардьё, Стэнли Крамер, Роберт Де Ниро, Эмир Кустурица, Вера Хитилова и Ванесса Редгрейв (всего на киносмотре присутствовало 1600 участников из 110 стран).

## Жюри
Председатель жюри:
- Роберт Де Ниро, aктёp (США)

Состав жюри:
- Тенгиз Абуладзе — peжиссёp (СССР)
- Сухейль Бен Барка — peжиссёp (Марокко)
- Антонио Гадес — танцовщик, балетмейстер, актёр (Испания)
- Рустам Ибрагимбеков — сценарист (СССР)
- Альберто Исаак[англ.] — peжиссёp (Мексика)
- Александр Мнушкин — продюсер (Франция)
- Джан Луиджи Ронди — кинокритик (Италия)
- Чжэн Сюэлай — директор Института зарубежной литературы и искусства (Китай)
- Ханна Шигулла — актриса (ФРГ)
- Миклош Янчо — peжиссёp (Венгрия)

## Фильмы-участники
- «Герой года[вд]» / Bohater roku (ПНР, реж. Феликс Фальк)
- «Дом Бернарды Альбы[вд]» / La casa de Bernarda Alba (Испания, реж. Марио Камус)
- «Жан де Флоретт» / Jean de Florette (Франция, реж. Клод Берри)
- «Жена влиятельного человека[вд]» / Зауджат раджул мухимм (Египет, рем. Мухаммед Хан[вд])
- «Змеиная тропа[вд]» / «Змеиная тропа на скале» / Ormens vag pa halleberget (Швеция, реж. Бy Видерберг)
- «Интервью» / Intervista (Италия, реж. Федерико Феллини)
- «Кенгуру[вд]» / Kangaroo (Австралия, реж. Тим Берсталл[вд])
- «Красный перец[вд]» / Мирч масала (Индия, реж. Кетан Мехта[вд])
- «Куда вы едете?[вд]» / За къде пътувате? (НРБ, реж. Рангел Вылчанов)
- «Курьер» (СССР, реж. Карен Шахназаров)
- «Ночь карандашей» / La noche de los lapices (Аргентина, реж. Эктор Оливера)
- «Опрос свидетелей[вд]» / Vernehmung der zeugen (ГДР, реж. Гюнтер Шольц[вд])
- «Осенний праздник[вд]» / «Октоберфест» / Oktoberfest (СФРЮ, реж. Драган Кресоя[вд])
- «Охранник Шмутц[вд]» / «Шмуц» / Schmutz (Австрия, реж. Паулюс Манкер[вд])
- «Перелётные птицы» / The Immigrant Birds (Афганистан, реж. Абдул Латиф[вд])
- «Преуспевающий человек[вд]» / Un hombre de exito (Куба, реж. Умберто Солас)
- «Ранняя весна[вд]» / «Улица детства» / Barndommens gade (Дания, реж. Астрид Хеннинг-Енсен)
- «Сады камней» / Gardens of stone (США, реж. Фрэнсис Форд Коппола)
- «Салон красоты» / Чжэньчжэнь дэ фа у (КНР, реж. Шу Тонцзун)
- «Самое важное — это жить[вд]» / Lo que importa es vivir (Мексика, реж. Луис Алькориса)
- «Семья[вд]» / «Семья Ван Паемель» / Het gezin Van Paemel (Бельгия, реж. Поль Каммерманс[вд])
- «Смерть прекрасных косуль[вд]» / Smrt krasnych srncu (ЧССР, реж. Карел Кахиня)
- «Стрелочник» / De wisselwachter (Нидерланды, реж. Йос Стеллинг)
- «Тарот[вд]» / Tarot (ФРГ, реж. Рудольф Томе[вд])
- «Твёрдый асфальт[вд]» / Hard asfalt (Норвегия, реж. Сёльве Скаген[вд])
- «Хроника событий будущего года» / Уакаи аль-аам аль-мукбель (Сирия, реж. Самир Зикра)
- «Целую, мама[вд]» / Csok, anyu (ВНР, реж. Янош Рожа[вд])
- «Черинг Кросс Роуд, 84» / 84 Charing Cross Road (Великобритания, реж. Дэвид Джонс[вд])
- «Человек в чёрном плаще[вд]» / O homem da сара preta (Бразилия, реж. Сержиу Резенде[вд])

Вне конкурса:
- «Комиссар» (СССР, реж. Александр Аскольдов)[2]

## Награды
Золотые призы
- «Интервью» / Intervista (Италия, реж. Федерико Феллини)

Призы актёрам
- актёр Энтони Хопкинс (лучшая мужская роль в фильме «Черинг Кросс Роуд, 84», Великобритания)
- актриса Дороттья Удварош[вд] (лучшая женская роль в фильме «Целую, мама», Венгрия)

Премия ФИПРЕССИ
- «Герой года» / Bohater roku (ПНР, реж. Феликс Фальк)
- режиссёр Александр Сокуров

Специальные премии
- «Курьер» (СССР, реж. Карен Шахназаров)
- «Герой года» / Bohater roku (Польша, реж. Феликс Фальк)

На заседании жюри его председатель Роберт Де Ниро хотел присудить Фёдор Дунаевскому, исполнителю главной роли Ивана Мирошникова в фильме «Курьер», «Приз за лучшее исполнение мужской роли», но Георгий Данелия наложил вето на данное решение. Сам фильм получил «Специальный премию» на конкурсе полнометражных художественных фильмов фестиваля.